# Astrit Schreiber
Astrit Schreiber (* 5. März 1957, verheiratete Astrit Kleinhempel) ist eine ehemalige deutsche Badmintonspielerin aus Sachsen.
Sie begann ihre sportliche Karriere in Niederwürschnitz beim dortigen Verein Aktivist. Für diese BSG gewann sie 16 Medaillen bei Nachwuchsmeisterschaften. In der Saison 1974/1975 siegte sie erstmals bei den Erwachsenen, und das gleich international als Mitglied der DDR-Badmintonnationalmannschaft. Sie gewann zwei Titel beim Internationalen Werner-Seelenbinder-Gedenkturnier und einen Titel bei den Tschechoslowakischen Internationalen Meisterschaften. In der gleichen Saison gewann sie mit Monika Cassens auch ihren einzigen DDR-Meistertitel bei den Erwachsenen.

## Sportliche Erfolge
| Veranstaltung                                          | Saison    | Disziplin   | Platz | Name                                                                                            |
| ------------------------------------------------------ | --------- | ----------- | ----- | ----------------------------------------------------------------------------------------------- |
| DDR-Bestenermittlung AK 10/11                          | 1968/1969 | Damendoppel | 1     | Astrit Schreiber / Marion Trifon (Aktivist Niederwürschnitz / Turbine Frankenberg)              |
| DDR-Bestenermittlung AK 10/11                          | 1968/1969 | Dameneinzel | 2     | Astrit Schreiber (Aktivist Niederwürschnitz)                                                    |
| DDR-Einzelmeisterschaft AK 12/13                       | 1969/1970 | Dameneinzel | 1     | Astrit Schreiber (Aktivist Niederwürschnitz)                                                    |
| DDR-Einzelmeisterschaft AK 12/13                       | 1969/1970 | Damendoppel | 2     | Astrit Schreiber / Marion Trifon (Aktivist Niederwürschnitz / Turbine Frankenberg)              |
| DDR-Einzelmeisterschaft AK 12/13                       | 1970/1971 | Mixed       | 1     | Ralf Pohl / Astrit Schreiber (Empor Eichenwalde / Aktivist Niederwürschnitz)                    |
| DDR-Einzelmeisterschaft AK 12/13                       | 1970/1971 | Dameneinzel | 1     | Astrit Schreiber (Aktivist Niederwürschnitz)                                                    |
| DDR-Einzelmeisterschaft AK 16/17                       | 1971/1972 | Dameneinzel | 2     | Astrit Schreiber (Aktivist Niederwürschnitz)                                                    |
| DDR-Einzelmeisterschaft AK 16/17                       | 1972/1973 | Dameneinzel | 1     | Astrit Schreiber (Aktivist Niederwürschnitz)                                                    |
| DDR-Einzelmeisterschaft AK 16/17                       | 1972/1973 | Damendoppel | 1     | Astrit Schreiber / Griseldis Lindner (Aktivist Niederwürschnitz / Lok Bischofswerda)            |
| DDR-Einzelmeisterschaft AK 16/17                       | 1972/1973 | Mixed       | 1     | Detlef Sprenger / Astrit Schreiber (Empor Brandenburger Tor Berlin / Aktivist Niederwürschnitz) |
| DDR-Einzelmeisterschaft AK 16/17                       | 1973/1974 | Mixed       | 1     | Thomas Andrä / Astrit Schreiber (Aktivist Niederwürschnitz)                                     |
| DDR-Einzelmeisterschaft AK 16/17                       | 1973/1974 | Dameneinzel | 1     | Astrit Schreiber (Aktivist Niederwürschnitz)                                                    |
| DDR-Einzelmeisterschaft AK 16/17                       | 1973/1974 | Damendoppel | 1     | Astrit Schreiber / Sylvia Scheiter (Aktivist Niederwürschnitz)                                  |
| Czechoslovakian International                          | 1974/1975 | Damendoppel | 1     | Monika Cassens / Astrit Schreiber (GDR)                                                         |
| DDR: Internationales Werner-Seelenbinder-Gedenkturnier | 1974/1975 | Mixed       | 1     | Erfried Michalowsky / Astrit Schreiber (Einheit Greifswald / Aktivist Niederwürschnitz)         |
| DDR: Internationales Werner-Seelenbinder-Gedenkturnier | 1974/1975 | Damendoppel | 1     | Monika Cassens / Astrit Schreiber (SG Gittersee / Aktivist Niederwürschnitz)                    |
| DDR-Einzelmeisterschaft                                | 1974/1975 | Dameneinzel | 2     | Astrit Schreiber (Aktivist Niederwürschnitz)                                                    |
| DDR-Einzelmeisterschaft AK 16/17                       | 1974/1975 | Dameneinzel | 2     | Astrit Schreiber (Aktivist Niederwürschnitz)                                                    |
| DDR-Einzelmeisterschaft AK 16/17                       | 1974/1975 | Damendoppel | 2     | Astrit Schreiber / Sylvia Scheiter (Aktivist Niederwürschnitz)                                  |
| DDR-Einzelmeisterschaft AK 16/17                       | 1974/1975 | Mixed       | 3     | Wolfgang Pasler / Astrit Schreiber (Aktivist Niederwürschnitz)                                  |
| DDR-Einzelmeisterschaft                                | 1975/1976 | Dameneinzel | 3     | Astrit Schreiber (Aktivist Niederwürschnitz)                                                    |
| DDR: Internationales Werner-Seelenbinder-Gedenkturnier | 1975/1976 | Dameneinzel | 3     | Astrit Schreiber (Aktivist Niederwürschnitz)                                                    |
| DDR: Internationales Werner-Seelenbinder-Gedenkturnier | 1975/1976 | Damendoppel | 3     | Christine Zierath / Astrit Schreiber (Einheit Greifswald / Aktivist Niederwürschnitz)           |
| DDR-Einzelmeisterschaft                                | 1976/1977 | Damendoppel | 3     | Astrit Schreiber / Edeltraut Schmidt (Fortschritt Hohenstein-Ernstthal / EBT Berlin)            |
| DDR-Studentenmeisterschaft                             | 1976/1977 | Dameneinzel | 1     | Astrit Schreiber (TH Karl-Marx-Stadt – Fortschritt Hohenstein-Ernstthal)                        |
| DDR-Einzelmeisterschaft                                | 1976/1977 | Dameneinzel | 3     | Astrit Schreiber (Fortschritt Hohenstein-Ernstthal)                                             |
| DDR-Studentenmeisterschaft                             | 1976/1977 | Mixed       | 3     | Gerd Herget / Astrit Schreiber (TH Karl Marx Stadt – Fortschritt Hohenstein-Ernstthal)          |
| DDR-Einzelmeisterschaft                                | 1977/1978 | Mixed       | 2     | Roland Riese / Astrit Schreiber (Fortschritt Tröbitz / Fortschritt Hohenstein-Ernstthal)        |
| DDR-Einzelmeisterschaft                                | 1977/1978 | Damendoppel | 1     | Monika Cassens / Astrit Schreiber (HSG Lok HfV Dresden / Fortschritt Hohenstein-Ernstthal)      |
| DDR: Internationales Werner-Seelenbinder-Gedenkturnier | 1977/1978 | Dameneinzel | 3     | Astrit Schreiber (Fortschritt Hohenstein-Ernstthal)                                             |
| DDR: Internationales Werner-Seelenbinder-Gedenkturnier | 1977/1978 | Damendoppel | 3     | Astrit Schreiber / Christel Sommer (Fortschritt Hohenstein-Ernstthal / HSG DHfK Leipzig)        |
| DDR-Studentenmeisterschaft                             | 1978/1979 | Dameneinzel | 1     | Astrit Schreiber (TH Karl-Marx-Stadt – Fortschritt Hohenstein-Ernstthal)                        |